# Spiral: Suiri no kizuna
Spiral: Suiri no kizuna (スパイラル〜推理の絆?) è un manga scritto da Kyō Shirodaira e disegnato da Eita Mizuno. La serie è stata serializzata da Enix prima e da Square Enix poi sulla rivista Monthly Shōnen Gangan da febbraio 2000 a ottobre 2005; i capitoli sono poi stati raccolti in 15 volumi tankōbon. La serie è incentrata su Ayumu Narumi e sui suoi sforzi per risolvere il mistero dei Blade Children, dei bambini dalla mente geniale creati da una società segreta per manipolare il mondo.
I due autori hanno collaborato anche alla realizzazione di un manga prequel, intitolato Spiral Alive (スパイラル・アライヴ?, Supairaru Araivu). L'opera è stata pubblicata su Monthly Gangan Wing e Monthly Shōnen Gangan da aprile 2004 a giugno 2008 e raccolta in cinque volumi rilegati.

## Trama

### Spiral: Suiri no kizuna
Due anni prima dell'inizio della storia, il fratello maggiore di Ayumu Narumi, Kiyotaka, un famoso detective e pianista, scompare misteriosamente senza lasciare traccia. L'unico indizio di Ayumu su dove si trova suo fratello è la frase "Blade Children", le uniche parole che Ayumu riuscì a distinguere nell'ultima telefonata di Kiyotaka. Ora nel suo primo anno di liceo, Ayumu viene coinvolto nella risoluzione di una serie di omicidi, crimini e altri incidenti, tutti legati ai Blade Children. Insieme al giornalista della sua scuola, Hiyono Yuizaki, e alla riluttante assistenza di sua cognata Madoka, Ayumu cerca di capire chi sono i Blade Children e quali sono i loro obiettivi.
I Blade Children sono il mistero centrale della serie, conosciuti solo come bambini maledetti di cui pochi conoscono e vengono perseguiti dai cosiddetti Hunters. Si distinguono per i loro occhi da gatto (anche se alcuni mancano di questa caratteristica) e per la mancanza del settimo osso costale destro. Mentre Ayumu li indaga, incontra cinque Blade Children Kousuke Asazuki, Rio Takeuchi, Eyes Rutherford, Ryoko Takamachi e Kanone Hilbert, e viene messo alla prova in vari modi da loro. Coloro che lo incontrano alla fine concludono, alcuni più riluttanti di altri, che Ayumu ha quello che serve per "salvare" i Blade Children, come dicono Kiyotaka.
La serie anime, che adegua la storia attraverso il sesto volume del manga, paragona i Blade Children agli uccelli cuculo, essendo stati depositati in "nidi" umani per essere allevati, e suggerendo che i cuculi impazziscono violentemente verso la fine della loro vita. Il manga continua la storia, descrivendo le scoperte di Ayumu sull'origine dei Blade Children, la loro relazione con Kiyotaka e il motivo per cui suo fratello maggiore pensa che Ayumu potrebbe essere il loro salvatore.
Circa trent'anni fa, un uomo di nome Yaiba Mizushiro nacque con una costola mancante dalla gabbia toracica destra. Come Kiyotaka, eccelleva in tutto ciò a cui decideva di concentrarsi. Quando compì ventitré anni, Yaiba fondò la sua società segreta, che divenne rapidamente abbastanza potente da manipolare gli eventi mondiali. Citando la noia, Yaiba ha avviato il "Blade Children Project": utilizzando tecniche in vitro e il suo DNA, ha creato ottanta bambini e alla nascita è stata asportata una costola da ciascuno di loro come segno della loro relazione con Yaiba. Questi Blade Children furono maledetti allo stesso modo di Yaiba: sarebbero cresciuti come geni a pieno titolo, ma un giorno il loro sangue si sarebbe risvegliato in modo omicida e avrebbe preso il sopravvento sulla loro volontà, diventando Avatar di Yaiba. L'organizzazione di Yaiba si è divisa in tre parti nel progetto Blade Children:
- I Savers hanno sostenuto gli obiettivi di Yaiba e il desiderio di creare più Blade Children. Con la morte di Yaiba, hanno cercato di proteggere il fatto che il futuro non era ancora stato determin
- Gli Osservatori erano neutrali, volevano osservare il primo lotto di Bambini e raccogliere prima i risultati.ato.
- I cacciatori erano contro Yaiba e tentarono più volte di assassinarlo, ma hanno fallito continuamente. Dopo la morte di Yaiba, hanno lavorato per eliminare i Blade Children a causa della loro natura potenzialmente pericolosa.

Quando Yaiba aveva trentasei anni, un giapponese sbucò dal nulla e lo uccise facilmente: Kiyotaka Narumi, la controparte di Yaiba  era un creatore. Yaiba aveva inteso rifare il mondo letteralmente a sua immagine; con la sua morte, il progetto Blade Children è stato interrotto. Kiyotaka aveva le mani impegnate nel tentativo di impedire ai cacciatori di uccidere i Blade Children, mentre cercava di controllare i Savers allo stesso tempo. Proprio come Kiyotaka e Yaiba erano collegati, Ayumu alla fine incontra la sua stessa controparte: Hizumi Mizushiro, il fratello minore di Yaiba, e colui che risveglierà il sangue dei rimanenti Blade Children. Quando Ayumu viene a sapere e diventa amico di Hizumi, arriva ad accettare che i suoi poteri sono forti quanto quelli di Kiyotaka e il suo ruolo di salvatore dei Blade Children, portando a uno scontro finale che risolve le cose una volta per tutte.

### Spiral Alive
Imari Sekiguchi si innamora di Shirou Sawamura, un ragazzo che vuole diventare un detective. Tuttavia, prima che Imari possa confessare i suoi sentimenti, Shirou lascia inaspettatamente la scuola per perseguire Kiyotaka Narumi. Imari scopre che sta anche uscendo con Yukine Amanae, una bellissima ragazza della loro scuola, e sia Shirou che Imari non sanno che Yukine è in realtà un assassino riluttante. Nel frattempo, Toru Saiki, un membro della polizia, indaga sui misteriosi omicidi legati ad Amanae e non è disposto a portare Kiyotaka, credendo che il più grande detective di Tokyo sia più demoniaco che divino. Imari, Shirou e Saiki vengono coinvolti in eventi misteriosamente collegati ai Blade Children. Tornano diversi personaggi della serie originale, tra cui Kiyotaka, Kousuke, Ryoko, Kanone e Madoka.

## Media

### Manga
Il manga Spiral: Suiri no kizuna è stato scritto da Kyō Shirodaira e disegnato da Eita Mizuno. La serie è stata pubblicata da Enix e in seguito da Square Enix sulla rivista Monthly Shōnen Gangan da febbraio 2000 a ottobre 2005 e poi raccolto in 15 voumi tankōbon. Un'edizione inglese del manga era stata annunciata in Nord America da Tokyopop, con il primo volume previsto per l'autunno 2005. Tuttavia l'editore ha poi abbandonato il progetto. Nel 2007 Yen Press ha acquistato i diritti di adattamento dell'opera, pubblicando la serie tra il 2007 e il 2011

### Anime
Dal manga è stato tratto un adattamento televisivo anime di 25 episodi realizzato dallo studio J.C.Staff. La serie animata segue fedelmente i primi sei volumi che erano stati pubblicati fino a quel momento, per poi prendere un finale diverso. È stato diretto da Shingo Kaneko con il character design di Yumi Nakayama e la musica di Akira Mitake. La serie è stata trasmessa dal 1º ottobre 2002 al 25 marzo 2003 e pubblicata per l'home video in nove DVD tra il 18 dicembre 2002 e il 27 agosto 2003. La sigla di apertura è Kibōhō ("Capo della speranza") di Strawberry Jam, e la sigla di chiusura è Kakuteru ("Cocktail") di Hysteric Blue. C'è anche una canzone inserto, Twinkle My Heart di Mitake Akira, che è cantata dal personaggio di Hiyono Yuizaki. La musica per pianoforte usata durante la serie include Jeux d'eau di Maurice Ravel (episodio 3), Sogno d'amore nº 3 di Franz Liszt (suonato in concerto da Eyes Rutherford nell'episodio 13), Benediction de Dieu dans la solitude di Liszt (episodio 21; nel manga, questo è un brano musicale significativo per Eyes e Kanone Hilbert) e Arabesque nº 1 di Claude Debussy (episodio 25). Un album della colonna sonora è stato pubblicato il 19 marzo 2003.

## Accoglienza
Il manga ha ricevuto recensioni contrastanti; alcuni affermano che la sfacciata dimostrazione del sesso è travolgente. L'adattamento anime tuttavia ha avuto molto successo ed è stato elogiato per la sua creazione di suspense e buone storie di mistero.